# Case e misteri - Incastrato per omicidio
Case e misteri - Incastrato per omicidio è un film televisivo del 2017, diretto da Mark Jean e basato sui romanzi della serie Fixer-Upper Mysteries di Kate Carlise.

## Trama
Nella piccola località turistica di Lighthouse Cove, Shannon Hughes, proprietaria dell'impresa edile Hughes Restoration ed esperta nel restauro e nella ristrutturazione di case vittoriane, con l'aiuto dell'amico Mac Sullivan si metterà ad indagare per scoprire il responsabile dell'omicidio di Jesse Hennessey, esperto in manufatti antichi. Il ritrovamento di un prezioso oggetto nella sua casa li aiuterà a risolvere il caso.

## Produzione
Le riprese iniziali con l'esplosione della barca sono state rigirate con Allen Lewis nel ruolo del capitano quasi un mese dopo la fine delle riprese. Questo avvenne perché i produttori hanno ritenuto che le riprese originali fossero troppo corte.
I manufatti mostrati nel "Maritime Museum" del film sono stati prestati alla produzione dall'attuale Museo Marittimo della British Columbia tra i 35.000 oggetti della loro collezione.

## Sequel
Il film ha avuto due sequel, anch'essi basati sui romanzi  di Kate Carlise:
- Case e misteri - Prove concrete (Concrete Evidence: A Fixer Upper Mystery) (2017)
- Case e misteri - Perizia mortale (Deadly Deed: A Fixer Upper Mystery) (2018)